# Museo de Cáceres
El Museo de Cáceres es una institución pública española de la ciudad de Cáceres. Posee titularidad estatal y su gestión está transferida a la Junta de Extremadura.

## Ubicación
El Museo de Cáceres se ubica en el casco antiguo de la ciudad, ocupando dos edificios históricos: el Palacio de las Veletas y la Casa de los Caballos.

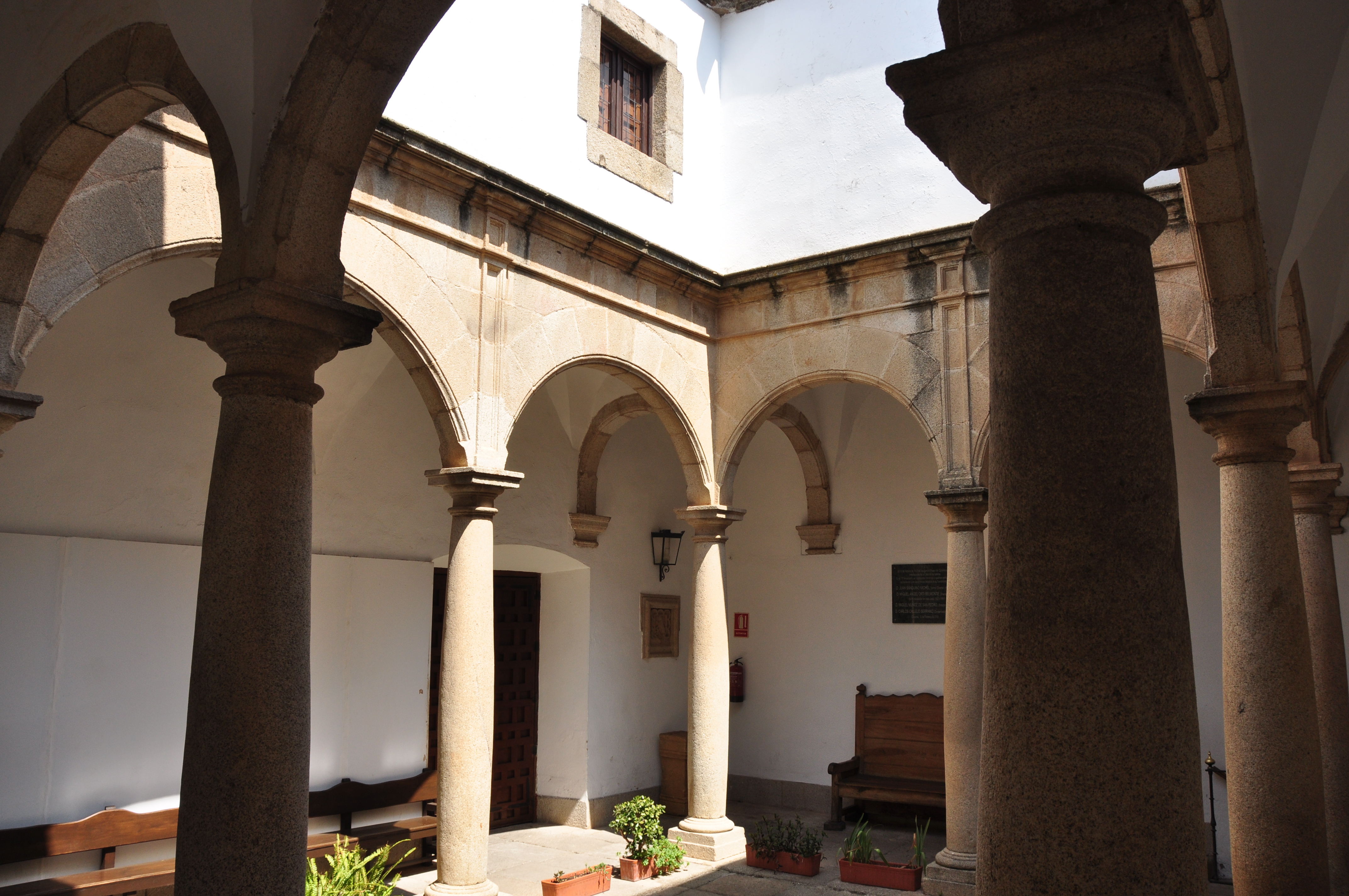
Patio del Palacio de las Veletas, sede del museo.

La Casa de las Veletas ocupa el solar donde estuvo el antiguo alcázar almohade, del que solamente se conserva el aljibe, cuya planta es irregular, con, aproximadamente, unos quince metros de largo por diez de ancho, dieciséis arcos de herradura sustentados por doce columnas, algunas de originen romano, formando las cinco naves de bóveda de que consta la construcción.
El interior se organiza en torno a un hermoso patio de planta cuadrada realizado en 1600, perteneciente a la primera construcción de Don Lorenzo de Ulloa y Torres. En el siglo XVIII la casa fue reformada por Jorge de Cáceres y Quiñones, momento del que datan las gárgolas, remates de cerámica esmaltada y los grandes escudos de la fachada principal.

## Secciones

### Arqueología
- Entrada.

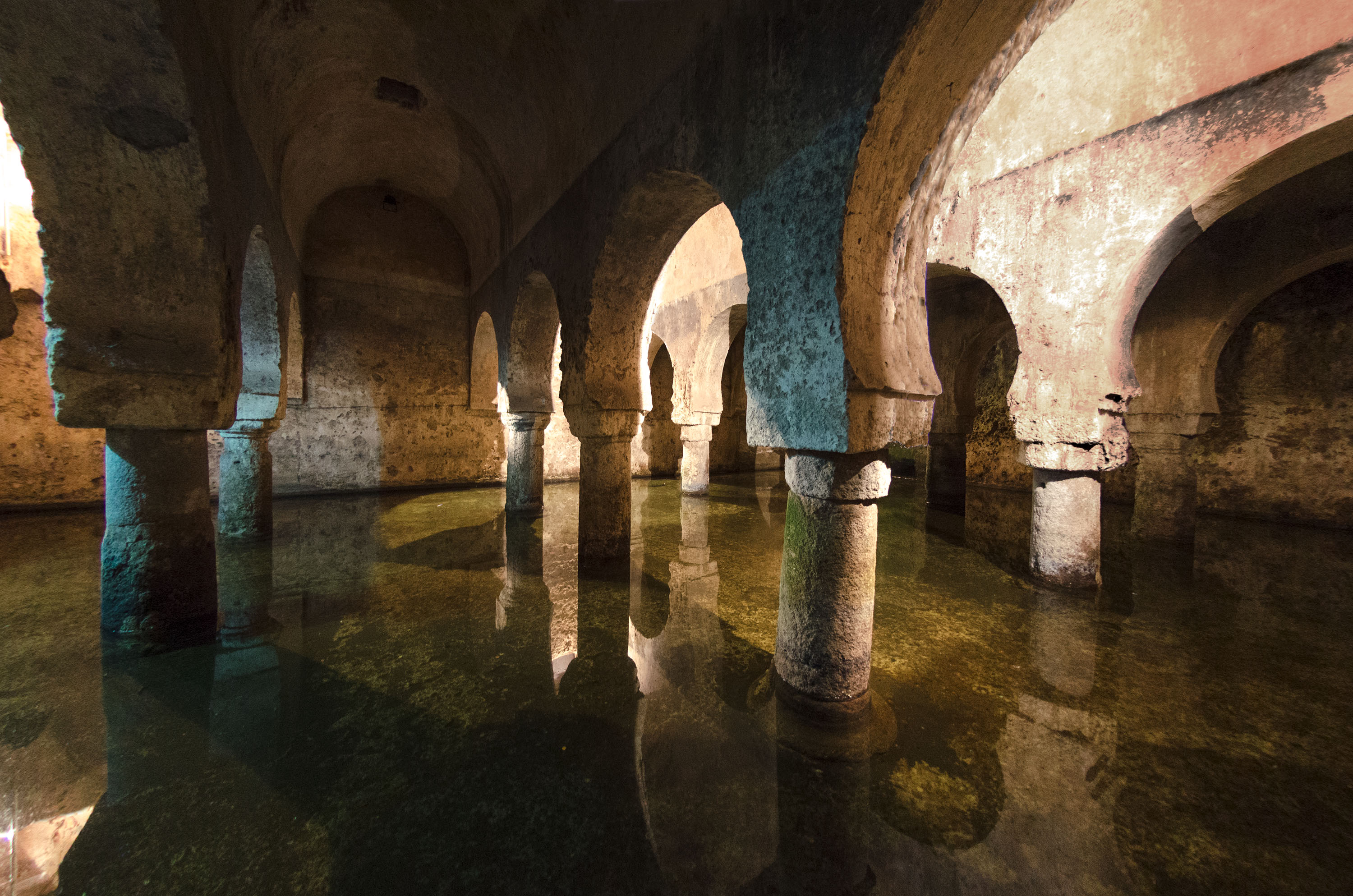
Aljibe musulmán bajo el Palacio de las Veletas.

- Sala 1. Paleolítico, Neolítico y Megalitismo.
- Sala 2. Edad del Cobre y Edad del Bronce.
- Sala 3. Edad del Hierro.
- Sala 4. Roma.
- Sala 5. Arqueología urbana de Cáceres.
- Sala 6. Arte visigodo.
- Sala 7. Epigrafía romana.
- Sala 8. Epigrafía romana.

### Etnografía
- Sala 9. Producción de Recursos.
- Sala 10. Producción y Transformación.
- Sala 11. Organización económica. Oficios.
- Sala 12. Indumentaria.
- Sala 13. Equipamiento doméstico y transportes.
- Sala 14. Creencias y música.

### Bellas Artes
- Sala 15. Arte contemporáneo español.
- Sala 16. Exposiciones temporales.
- Sala 17. Arte de los siglos XIII al XIX.

## Anejos
El museo incluye en el mismo edificio el aljibe árabe de la ciudad medieval y, como anejo, el Centro de Interpretación de la Cueva de Maltravieso.

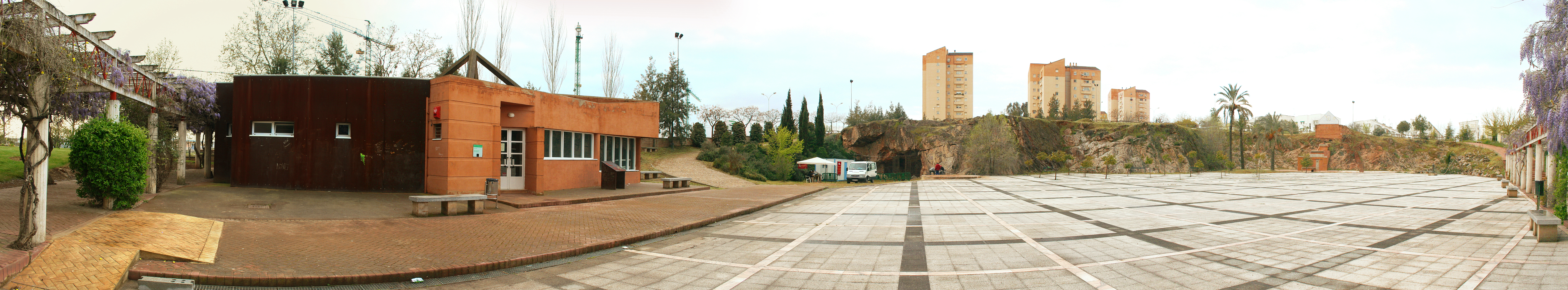
Panorámica del Parque de Maltravieso, con la entrada a la cavidad al fondo y en el centro de la imagen, con su respectivo Centro de Interpretación a la izquierda, construido en 1999.